# Bokowenka
Die Bokowenka (ukrainisch und russisch Боковенька) ist ein 59 km langer, rechter Nebenfluss des Bokowa im Zentrum der Ukraine.
Der Fluss mit einem Einzugsgebiet von 645 km² entspringt in der Nähe des Dorfes Wassyliwka (ukrainisch Василівка) im Rajon Dolynska in der Oblast Kirowohrad. Er durchfließt danach vorwiegend in südöstliche Richtung den Rajon Dolynska, fließt anschließend durch den Norden des Rajon Kasanka in der Oblast Mykolajiw um danach in den Rajon Krywyj Rih der Oblast Dnipropetrowsk zu fließen.
Die Bokowenka mündet östlich des Dorfes Kudaschiwka und westlich der Stadt Krywyj Rih in die Bokowa, die hier allerdings schon ein Teil des zum Karatschuniwka-Stausees angestautem Inhulez ist. Bis zur Stauung des Sees im Jahre 1959 floss die Bokowenka direkt in die Bokowa, daher gilt er als dessen Nebenfluss.
Der Fluss bildet in seinem Ober- und Mittellauf 10 natürliche Teiche und ist in seinem Unterlauf bei Chrystoforiwka zum 216 Hektar großen Chrystoforiwka-Stausee sowie einem weiteren Stausee angestaut.
Das durchschnittliche Gefälle des stark regulierten Flusses beträgt 1,6 m/ km. Die Bokowenka ist durchschnittlich 15 m breit und 2,5 m bis 4 m tief, das trapezförmige Flusstal ist 1 km breit.